# جان گریشام
جان ری گریشام (به انگلیسی: John Ray Grisham) (زاده ۸ فوریه ۱۹۵۵) نویسنده آمریکایی است. او ابتدا به تحصیل رشته حقوق روی آورد و پس از اخذ مدرک این رشته از دانشگاه ایالتی میسی سیپی، مدتی به کار وکالت در شهر آکسفورد مشغول شد. مدتی نماینده مجلس در پارلمان ایالتی بود و پس از چند سال از کار کناره گیری کرد.
او سال‌هاست به عنوان نویسنده رمان‌های حقوقی پرفروش در آمریکا مطرح است. رمان‌های گریشام به بسیاری از زبان‌های زنده دنیا ترجمه شده‌اند. بیشتر کتاب‌های وی (گاه با چند ترجمه گوناگون) به فارسی هم ترجمه شده‌اند. از اکثر کتاب‌های وی یک نسخه سینمایی نیز ساخته شده‌است.

## کتاب‌های ترجمه شده گریشام در فارسی
- برادران
- هیئت منصفهٔ فراری
- وصیت نامه
- شریک
- دلال بیمه (معجزهٔ سرنوشت)
- موکل (موکل خطرناک)
- زمانی برای کشتن
- اتاق مجازات
- شرکت[۲]
- احضاریه
- شاه زیانکاران
- پرونده پلیکان
- سوداگر
- خانه نقاشی شده (این رمان غیرحقوقی است)
- مرد معصوم
- دستیار حقوقی
- تئودور بون (وکیل نوجوان)
- شیاد
- اعتراف
- باران ساز
- وکیل خیابانی
- جزیره‌ی کامینو [۳]
- ردیف درختان افرا
- کوه خاکستری
- از جایگاه